# 水沢林太郎
水沢 林太郎（みずさわ りんたろう、2003年2月5日 - ）は、日本の俳優、モデル。埼玉県出身。研音所属。身長184センチ。

## 略歴
母の実家のある岩手県奥州市水沢区（2003年当時は水沢市）で生まれる。
名字は芸名だが「水沢」に決まったのは偶然という。
小学6年生の頃から洋服に興味を持ち、中学3年生の頃には身長が175cmを越えていた事もあり、ファッションモデルをやってみたいと思うようになった。
母が観ていた「相棒」の水谷豊の演技に感動し、俳優にも興味を持つようになる。
2017年8月より現在の事務所である研音に所属し、同年10月18日、日本テレビ系水曜ドラマ『奥様は、取り扱い注意』第3話にゲスト出演し、俳優デビュー。
2019年11月1日、映画『ブラック校則』で映画初出演。
同年11月18日、第34回メンズノンノ・モデルオーディションにおいて、2,300通以上の応募から16歳9ヶ月で準グランプリを受賞し、専属モデルとなる。
2020年2月、第30回マイナビ東京ガールズコレクションに初出演し、第36回まで（TGC和歌山を含む）8回連続出演した。
同年9月17日より放送されたABEMAオリジナルドラマ『17.3 about a sex』にて謎のミステリアス系男子役を好演し、SNS等で「生物王子」と呼ばれ話題となる。この作品は、当時のAbemaTVオリジナルドラマ史上最速・最高コメント数を記録した。
2021年1月20日、テレビ朝日系ドラマ『相棒 Season19』第13話に出演し、憧れの水谷豊と待望の共演となった。
同年12月25日、NHK総合にて放送されたSDGsミニドラマ『海辺のわすれもの-Once Again,By The Sea-』でテレビドラマ初主演。
2025年、『べらぼう〜蔦重栄華乃夢噺〜』に留四郎役で出演し、NHK大河ドラマ初出演。

## 人物
- 趣味：音楽鑑賞、読書 [1]、ギター
- 特技：ダンス、インラインスケート、陸上競技 [1]
- 普段はメガネ着用[10]

## 交友関係
- GENERATIONSの関口メンディーとは食事に行く等の交流が有る。[注 1]
- なにわ男子 の 道枝駿佑 とは互いに「親友」と公言する仲である。

## 出演

### テレビドラマ
- 奥様は、取り扱い注意 第3話（2017年10月18日、日本テレビ）
- グッドワイフ 第4話（2019年2月3日、TBS） - 宇佐美友也 役
- 第30回フジテレビヤングシナリオ大賞受賞作「ココア」（2019年1月4日、フジテレビ）
- 詐欺の子（2019年3月23日、NHK総合）
- 都立水商! 〜令和〜（2019年5月6日 - 6月24日、毎日放送（制作）/ 5月8日 - 6月26日、TBS） - 春野涼太 役[11][12]
- リーガル・ハート〜いのちの再建弁護士〜（2019年7月22日 - 9月2日、テレビ東京） - 村越正 役[13]
- Re:フォロワー 第1話（2019年10月6日、朝日放送テレビ） - 町田達也　役
- 俺の話は長い（2019年10月12日 - 12月14日、日本テレビ） - 高平陸 役[14]
- ブラック校則（2019年10月15日 - 11月25日、日本テレビ） - 漆戸丈士 役[15]
- 女子高生の無駄づかい 第5話（2020年2月21日、テレビ朝日） -青山 役
- 探偵・由利麟太郎 第4話・第5話（2020年7月7日・14日、関西テレビ・フジテレビ） - 雨宮順平 役[16]
- マリーミー!（2020年10月4日 - 12月6日、朝日放送テレビ・テレビ朝日） - 秋保翔 役[17]
- 相棒 Season19 第13話（2021年1月20日、テレビ朝日） - 椿家駄々々團 役
- 青のSP-学校内警察・嶋田隆平- 第8話（2021年3月2日、関西テレビ・フジテレビ） - 松田宏太 役[18]
- ヒミツのアイちゃん（2021年4月12日 - 6月14日、フジテレビ） - 久保建司 役[19]
- 24時間テレビ ドラマスペシャル『生徒が人生をやり直せる学校』（2021年8月21日、日本テレビ） - 堺虎太朗 役[20]
- 家栽の人（2021年9月29日、テレビ朝日） - 穂積大介 役
- SDGsミニドラマ 海辺のわすれもの-Once Again,By The Sea-（2021年12月25日、NHK総合） - 主演・瞬太 役[8]
- もしも、イケメンだけの高校があったら（2022年1月15日 - 3月19日、テレビ朝日） - 神宮源二郎 役[21][22]
- 恋に無駄口（2022年4月17日 - 6月19日、朝日放送テレビ・テレビ朝日） - 真山深（マヤ） 役[23]
- テッパチ! 第7話 - 最終話（2022年8月17日 - 9月14日、フジテレビ） - 芝山勝也 役[24]
- ワンナイト・モーニング 第6話「カップラーメン」（2022年9月9日、WOWOW） - 主演・中村承 役（川島海荷とW主演）[25]
- 個人差あります 第7話・第8話（2022年9月17日・24日、東海テレビ・フジテレビ） - 横山真尋（男性時）役
- ZIP! 朝ドラマ「クレッシェンドで進め」（2022年10月17日 - 12月16日、日本テレビ） - 萩野航 役[26]
- しょうもない僕らの恋愛論（2023年1月19日 - 3月23日、読売テレビ・日本テレビ） - 筒見拓郎（大学時代） 役[27]
- スタンドUPスタート（2023年1月25日 - 3月29日、フジテレビ） - 立山隼人 役[28]
- だが、情熱はある 第1話 / 第6話～第12話（2023年4月9日 / 5月14日、日本テレビ） - 男子生徒 / 鈴木足秋 役
- 風間公親-教場0- 第5話（2023年5月8日、フジテレビ） - 戸守研策 役[29]
- マイ・セカンド・アオハル（2023年10月17日 - 12月19日、TBS） - 峯川龍之介 役[30]
- 恋愛戦略会議（2024年3月15日、フジテレビ） - ムーたん 役[31]
- 世にも奇妙な物語’24 夏の特別編「友引村」（2024年6月8日、フジテレビ） - 高橋壮真 役[32]
- ビリオン×スクール（2024年7月5日 - 9月13日、フジテレビ） - 西谷翔 役[33]
- 大河ドラマ べらぼう〜蔦重栄華乃夢噺〜 第6回 -（2025年2月9日 - 、NHK総合） - 留四郎 役[9]
- なんで私が神説教（2025年4月12日 - 6月14日、日本テレビ） - 七海海斗 役[34]

### バラエティ番組
- あざとくて何が悪いの?「あざと連ドラ」（2022年4月3日 - 5月22日、テレビ朝日） - 青山晴翔 役[35]

### テレビ番組
- めざましテレビ（2023年3月1日・8日・15日・22日、フジテレビ） - 2023年3月度マンスリーエンタメプレゼンター[36]

### 映画
- ブラック校則（2019年11月1日公開） - 漆戸丈士 役[15]
- Bridal, my Song（2022年9月30日公開） - 今田竜 役[37]
- 私の知らないあなたについて（2022年12月2日公開） - 泉和夫 役[38]
- ザ・ゲスイドウズ（2025年2月28日公開） - 池添柚 役[39]
- おいしくて泣くとき（2025年4月4日公開）[40]
- この夏の星を見る（2025年7月4日公開） - 飯塚凛久 役[41]

### ウェブドラマ
- 17.3 about a sex（2020年9月17日 - 10月29日、AbemaTV） - 朝日悠 役[6]
- ヒミツのアイちゃん（2021年2月20日 - 4月24日、FOD） - 久保建司 役[注 2] [42]
- アイドルのハウスキーパーになりました。（2021年11月17日 - 2022年1月19日、Spotify、オーディオドラマ） - 国立煌 役[43][44]
- イケメン道〜美南学園物語〜（2022年1月15日 - 3月19日、TELASA） - 神宮源二郎 役[45]
- 星から来たあなた （2022年2月23日、全10話、Amazon Prime Video） - 大城卓朗 役[46]
- 君のことだけ見ていたい（2022年6月17日、全4回、Hulu） - 主演・永瀬佑真 役（倉悠貴とのW主演）[47]
- 覆面D（2022年10月15日 - 11月26日、ABEMA） - 武藤啓 役[48]
- 僕の手を売ります（2023年10月27日 - 、FOD・Amazon  Prime Video）[49]
- みつめてそらして for Valentine（2024年2月2日 - 、TikTok） - 主演（志田未来、畑芽育、一ノ瀬颯とクワトロ主演）[50]
- 恋愛バトルロワイヤル（2024年8月29日、Netflix） - 神田篤史 役[51]
- 『ビリオン×スクール』FODオリジナルストーリー（2024年9月13日、FOD） - 西谷翔 役[52]
- BACK TO THE STORIES（2025年7月1日 - 、FOD SHORT） - 神野陸人 役[53]

### ミュージックビデオ
- This is LAST『結び』(2024年)[54]

## 書籍

### 雑誌連載
- MEN'S NON-NO（2020年 - 、集英社） - 専属モデル

### 写真集
- 水沢林太郎 1st写真集（2025年冬発売予定、ワニブックス）[55]